# エスタディオ・チャマルティン
エスタディオ・チャマルティン（Estadio de Chamartín）は、スペインのマドリード、チャマルティン地区にかつて存在したサッカー専用スタジアム。正式名称はカンポ・デル・レアル・マドリード・クルブ・デ・フトボル（Campo del Real Madrid Club de Fútbol）。

## 歴史
1912年、マドリードFC初のサッカースタジアムであるオドネル・スタジアムを建設。その際、入団間もないサンティアゴ・ベルナベウは真っ先に無償での手伝いを志願した。その後、国王アルフォンソ13世から「レアル」（王立）の名を与えられたことでレアル・マドリードの会員数が増加したことにより、新スタジアムが建てられる。1923年4月の落成式にはアルフォンソ国王や皇太子フアンらが出席し、レアル・ウニオンが記念試合に招待された。しかし、そのスタジアムは支持基盤となっていた都市から遠かったことから、その1年後にはさらに大きなスタジアムがチャマルティン地区に建てられた。
1924年5月17日に、元選手であり建築家でもあったホセ・マリア・カステルによってエスタディオ・チャマルティンが完成。完成の記念試合にはニューカッスル・ユナイテッドを招いた。その後もレアル・マドリードのホームスタジアムとして使われていたが、スペイン内戦では、木製スタンドが燃料と使われるなどして破壊されてしまった。1946年5月16日のCDマラガ戦をもって閉場。1947年、エスタディオ・チャマルティンに変わる新たなレアル・マドリードのホームスタジアムとしてヌエボ・エスタディオ・チャマルティンが完成した。